# Болотяний газ
Болотяний газ — біогаз зі слабким, але неприємним запахом, який виділяється з дна стоячих водойм у результаті гниття мулу та інших решток рослинного і тваринного походження.

## Загальний опис
Болотний газ — це суміш газів, що утворюються при мікробіологічному розкладанні рослинних залишків у природних умовах без доступу повітря. Процес утворення болотного газу називають метановим бродінням або метаногенезом.
Суть метанового бродіння полягає в анаеробному бродінні (без доступу повітря), яке відбувається внаслідок життєдіяльності мікроорганізмів і супроводиться рядом біохімічних реакцій. Процес утворення газу має два етапи: перший — розщеплення мікроорганізмами біополімерів до мономерів, другий — переробка мономерних біомолекул мікроорганізмами.
Основний компонент — метан (CH4) (до 95 %). Містить незначні кількості вуглекислого газу (CO2), азоту (N2) і сірководню.

## З історії болотного газу
У ІІ ст. на території сучасної Німеччини алеманам (група західно-германських племен), що населяли заболочені землі басейну Ельби, ввижалися дракони в корчах на болоті. Вони вважали, що горючий газ, який скупчується в ямах на болотах — це смердюче дихання дракона.
Щоб задобрити дракона в болото кидали жертвопринесення і залишки їжі. Люди вірили, що дракон приходить уночі і його подих залишається в ямах. Алемани шили зі шкіри тенти, накривали ними болото і відводили газ по шкіряних трубках до свого житла та спалювали його для приготування їжі.
У 1764 р. американський вчений і політик Бенджамін Франклін у своєму листі британському натуралісту Джозефу Прістлі описав експеримент, в ході якого він зміг підпалити поверхню заболоченого озера в Нью Джерсі, США.
Перше наукове обґрунтування горіння болотних газів, встановлення наявності метану в болотному газі і метанове бродіння було відкрите і досліджене у 1776 р. італійським фізиком і фізіологом Алесандро Вольта. Він прийшов до висновку про існування залежності між кількістю біомаси, котра розкладається, і кількістю газу, який виділяється.
А. Вольта вперше виконав хімічний аналіз болотного газу і встановив, що він відрізняється від водню.